# Ледурга
Ле́дурга (нем. Loddiger, латыш. Lēdurga) — населённый пункт в Кримулдском крае Латвии. Административный центр Ледургской волости. Находится на реке Аге. Расстояние до города Лимбажи составляет около 27 км. Есть волостная администрация, начальная школа, дом культуры, библиотека, спортивный центр, лютеранская церковь, дендропарк.

## История
К началу XX века село являлось центром поместья Ледурга (Лоддигер).
В советское время населённый пункт был центром Ледургского сельсовета Лимбажского района. В селе располагались центральные усадьбы колхозов «Ледурга» и «Драудзиба».

## Население
В 1932 году Ледурга получила статус густонаселённого места (села).
По данным на 2017 год, в населённом пункте проживало 609 человек.

## Известные уроженцы
- Гарлиб Меркель (1769—1850), лифляндский публицист немецкого происхождения.
- Юлий Лацис (1892—1941) — латышский журналист, писатель и государственный деятель.